# Бакупари
Бакупари (лат. Garcinia gardneriana, или Rheedia brasiliensis) — небольшое плодовое дерево семейства Клузиевые с пирамидальной кроной.

## Ботаническое описание
Листья овальные, овально-продолговатые или ланцетовидные, суженные у основания.
Цветки двуполые.
Плоды грушевидные, длиной 3,2—4 см, с оранжево-жёлтой гибкой жёсткой кожицей, толщиной 3 мм. Внутри плода содержится белая просвечивающаяся мягкая ароматная кисловатая мякоть с 2 овальными семенами.
Листья, кора и кожица плодов бакупари при повреждении обильно выделяют жёлтый клейкий латекс.

## Распространение и экология
Растение растёт в диком виде в юго-восточной Бразилии и в смежных районах Парагвая и Боливии и довольно редко культивируется.

## Значение и применение
Зрелые плоды бакупари используются в основном для изготовления конфет и джемов.
Семена содержат 8-9 % масла, которое используется в Бразилии для лечения опухолей и заболеваний печени.